# Musée Grévin
Het Musée Grévin is een wassenbeeldenmuseum in het 9e arrondissement van de Franse hoofdstad Parijs.
Het museum telt 450 wassen beelden van Franse en internationaal bekende personen zoals Brad Pitt, George Clooney, Elton John, Vladimir Poetin, Louis de Funès, Stromae, Nolwenn Leroy en Charles Aznavour.
In het museum bevindt zich verder een vaste tentoonstelling over optisch bedrog.

## Geschiedenis
Het wassenbeeldenmuseum is opgericht door journalist Arthur Meyer en vernoemd naar Alfred Grévin (een Frans tekenaar, illustrator en ontwerper van theaterkostuums). Het opende op 5 juni 1882, waarmee Musée Grévin het oudste wassenbeeldenmuseum van Europa is. Sinds 2002 is het museum eigendom van Compagnie des Alpes.
In 2013 opende in Montreal de tweede vestiging van het museum. Hierna volgden vestigingen in Praag (2014) en Seoul (2015).
Op 5 juni 2014 vernielde een half ontblote vrouw uit protest het wassen beeld van Vladimir Poetin.
Op 2 april 2015 presenteerde het museum een wassen beeld van paus Franciscus. De presentatie werd gehouden voor de Notre-Dame van Parijs, waarbij het wassen beeld voor de ingang van de Notre-Dame werd geplaatst.
- International Standard Name Identifier: 0000 0001 2182 7718
- Library of Congress Control Number: n83222433
- Nationale Bibliotheek van Israël: 987007265767605171
- Système universitaire de documentation: 027544206
- Virtual International Authority File: 149702818

Musée de l'Armée ·
Musée d'Art Moderne de la Ville de Paris ·
Musée Carnavalet ·
Centre Pompidou ·
Cité des sciences et de l'industrie ·
Musée de Cluny ·
Palais de la Découverte ·
Musée des Égouts de Paris ·
Musée Guimet ·
Institut du monde arabe ·
Musée Grévin ·
Musée Gustave Moreau ·
Musée Jacquemart-André ·
Musée du Louvre ·
Musée Marmottan Monet ·
Muséum national d'histoire naturelle ·
Musée de l'Orangerie ·
Musée d'Orsay ·
Petit Palais ·
Musée Picasso ·
Musée du quai Branly ·
Musée Rodin ·
Musée de la Vie romantique
Zie ook: Lijst van bezienswaardigheden in Parijs